# Epilohmannia ovata
Epilohmannia ovata är en kvalsterart som beskrevs av Aoki 1961. Epilohmannia ovata ingår i släktet Epilohmannia och familjen Epilohmanniidae. Inga underarter finns listade i Catalogue of Life.